# Choeromorpha
Choeromorpha is een kevergeslacht uit de familie van de boktorren (Cerambycidae). De wetenschappelijke naam van het geslacht werd voor het eerst geldig gepubliceerd in 1843 door Chevrolat.

## Soorten
Choeromorpha omvat de volgende soorten:
- Choeromorpha brunneomaculata (Breuning, 1935)
- Choeromorpha nigromaculata Breuning, 1981
- Choeromorpha albofasciata Breuning, 1936
- Choeromorpha albovaria Breuning, 1954
- Choeromorpha amica (White, 1856)
- Choeromorpha callizona (White, 1856)
- Choeromorpha celebiana Breuning, 1947
- Choeromorpha flavolineata Breuning, 1939
- Choeromorpha irrorata (Pascoe, 1857)
- Choeromorpha lambii (Pascoe, 1866)
- Choeromorpha mediofasciata Breuning, 1939
- Choeromorpha multivittata Breuning, 1974
- Choeromorpha murina Breuning, 1939
- Choeromorpha muscaria (Heller, 1916)
- Choeromorpha mystica (Pascoe, 1869)
- Choeromorpha panagensis Heller, 1923
- Choeromorpha pigra Aurivillius, 1920
- Choeromorpha polynesa (White, 1856)
- Choeromorpha polyspila (Pascoe, 1885)
- Choeromorpha subfasciata (Pic, 1922)
- Choeromorpha subviolacea Heller, 1923
- Choeromorpha sulphurea (Pascoe, 1865)
- Choeromorpha trifasciata (Newman, 1842)
- Choeromorpha violaceicornis (Heller, 1921)
- Choeromorpha vivesi Breuning, 1978
- Choeromorpha wallacei (White, 1856)